# Scaphiophryne spinosa
Scaphiophryne spinosa Steindachner, 1882 è una rana della famiglia Microhylidae, endemica del Madagascar.

## Descrizione
È una rana di dimensioni medio-piccole ( i maschi raggiungono 40–48 mm di lunghezza, le femmine 43–48 mm) caratterizzata da una livrea marmorizzata di colore dal verde al bruno, con numerosi tubercoli spinosi, specie a livello delle inserzioni degli arti. Le estremità delle dita sono marcatamente allargate.

## Distribuzione e habitat
Questa specie è ampiamente diffusa nel Madagascar orientale, ad altitudini comprese tra 100 e 1.100 m s.l.m.
Il suo habitat tipico è la foresta pluviale primaria ma si adatta anche ad aree di foresta degradata.

## Biologia
Si riproduce nelle pozze d'acqua temporanee della foresta pluviale.